# Jeremy Deller
Jeremy Deller, född 1966 i London, är en brittisk konstnär som arbetar med konceptuell konst, videokonst och installationer. 
Jeremy Deller är känd för att arbeta kollaborativt med allmänheten och ofta med politiskt präglade projekt. Deller arbetar sällan med marknadanpassade konstobjekt, utan hans verk tar sig ofta uttryck i händelser eller samarbeten.
År 2004 vann han Turnerpriset med en film om George W Bush och dennes motståndare och anhängare och 2013 representerade han Storbritannien på Venedigbiennalen.
Jeremy Deller är känd för sitt verk Acid Brass från 1997 där han låter ett klassiskt brassband spela acid house-låtar och The Battle of Orgreave från 2001 där han lät ett tusental skådespelare och statister iscensätta en strejk, som ledde till konfrontationer mellan poliser och gruvarbetare i Orgreave 1984.
Deller bor och arbetar i London, England. Han deltog i Skulptur Projekte Münster 2017.